# 落語を食べる
落語を食べる（らくごをたべる）は、毎日新聞大阪本社版夕刊（近畿圏地域のみ掲載）で連載された相羽秋夫原作の落語とグルメをコラボレーションしたコラムのタイトル。並びにそれを基とした書籍とラジオ番組のタイトルである。
毎回古典・創作、江戸・上方を問わず、落語を毎回1つずつ取り上げ、その中に登場する食べ物、料理にスポットライトを当て、それに関連する食べ物、料理を食べさせてくれる料理店を相羽が取材し、そのレポートを掲載するというものである。掲載地域の関係上近畿圏が取材の中心だった。
これを基に大阪の出版社・東方出版より単行本として3巻書籍化されている。
1. 落語を食べる
2. 落語を食べる・おかわり
3. 落語を食べる・そっと出し

また毎日放送（MBSラジオ）において1996年度下半期にこれらを原作としたラジオ版が放送された。当初は10月に「サンデースペシャル」（単発枠）で「時そば・時うどん」をテーマにした放送が行われたのが好評だったので、12月から1997年3月に毎週日曜にレギュラー化したものである。原作者・相羽が自らパーソナリティーを勤め、テーマとなる落語を一部紹介し、後半はその中に出てくる食べ物・料理を食べさせてくれる料理店のスタッフを招いてその料理について紹介した。
2012年4月より、大阪日日新聞に続編「相羽秋夫のお笑い食べまくり」の連載が始まった。（木曜付け朝刊）